# Erik Hämäläinen
Erik Vesa Hämäläinen (* 20. dubna 1965, Rauma) je bývalý finský lední hokejista, obránce. S finskou reprezentací vyhrál mistrovství světa 1995 (historický první finský titul). Ze světového šampionátu má též dvě stříbra (1992, 1994). Z olympijských her v Lillehammeru konaných roku 1994 si přivezl medaili bronzovou. Hrál i na MS 1993 (7. místo). Za národní tým odehrál 108 utkání. Nejvyšší finskou soutěž hrál za Lukko Rauma, KalPa Kuopio a Jokerit Helsinky. S Jokeritem se v roce 1994 stal mistrem Finska. V Lukko Rauma byl dlouhá léta kapitánem a je klubovou legendou. V roce 1993 byl ve finské lize vyhlášen nejlepším obráncem (Trofej Pekky Rautakalliona) a nejlepším hráčem v hodnocení +/- (Trofej Mattiho Keinonena). Ve finské lize sehrál třetí největší počet utkání v historii a je jedním ze tří hráčů, kteří překročili hranici tisíce utkání (přesně sehrál 1001 zápasů). Tisícovou hranici překročil jako první v historii. Navzdory tomuto rekordu se stihl nakrátko podívat i do dvou zahraničních ligových soutěží, do švédské (AIK) a švýcarské (SC Langnau Tigers). V roce 2009 byl uveden do Finské hokejové síně slávy.